# Lauro-Aimé Colliard
Lauro-Aimé Colliard (pron. AFI: [ˈlau̯ro eme kɔljaʁ]) (Alessandria, 13 settembre 1921 – ...) è stato un francesista italiano.

## Biografia
Colliard è figlio di genitori valdostani. Ha combattuto nella Seconda guerra mondiale con il grado di capitano.
Laureato in lingue e letterature straniere all'Università di Torino, ha conseguito il dottorato all'Università di Grenoble in letterature comparate.
Nel 1962 è diventato professore di lingua francese all'Università di Trento; in seguito ha insegnato all'Università di Verona fino al 1991.
È direttore del Centre culturel italo-français di Trento, dell'Associazione italiana Amici di Paul Claudel, presidente dell'Alliance Française e dell'Association universitaire francophone di Verona; membro dell'Académie de Savoie di Chambéry, dell'Académie Saint-Anselme di Aosta, dell'Académie florimontane di Annecy, dell'Académie chablaisienne di Thonon-les-Bains, dell'Académie salésienne di Annecy, dell'Accademia di agricoltura, scienze e lettere di Verona e della Deputazione di storia patria per le antiche Province parmensi di Parma.
Ha ricevuto le seguenti decorazioni:
- Cavaliere dell'Ordine della Corona d'Italia (1946)
- Chevalier dans l'ordre des Palmes Académiques (1966)
- Officier dans l'Ordre des Palmes Académiques (1971)
- Chevalier dans l'Ordre National du Mérite (1982)
- Commandeur dans l'Ordre des Palmes Académiques

## Opere
- Diego Valeri, poeta francese, préface de Raymond Lebègue de la Sorbonne, Torino, Edisco, 1963, pp. 64;
- Paul Claudel, poète-traducteur et poète traduit, Étude enrichie de plusieurs lettres inédites, Verona, Libreria Editrice Universitaria, 1968, pp. 236;
- Gaston, Paris et l'Italie, Aoste, Archives Historiques Régionales, 1971, pp. 48;
- Un dottore dell'Ateneo patavino alla Corte di Franciaː Pierre d'Elbène (1550-1590), prefazione di Gino Barbieri, prorettore dell'Università di Verona, Libreria Editrice Universitaria, Verona, 1972-73, pp. 382;
- La fortuna in Francia del "Liber Catulli Veronensis" nel XVI secolo, prefazione di Gino Barbieri, prorettore dell'Università di Verona e presidente del "Certamen Catullianum", Verona, Libreria Editrice Universitaria, 1978, pp. 180;
- Nuove ricerche sul viaggio in Italia di Michel de Montaigne, François de Sales, René Descartes, con particolare riferimento al loro soggiorno a Venezia e a Loreto, prefazione di Giuseppe Antonio Brunelli, Verona, Libreria Editrice Universitaria, 1978, pp. 347;
- Philippe Desportes in due odi inedite del suo amico italo-francese Barthélemy d'Elbène (Bartolomeo Del Bene), prefazione di Giuseppe Antonio Brunelli, Verona, Libreria Editrice Universitaria, 1991, pp. 186;
- Trois pionniers de l'œcuménisme entre barbelés et miradors : Patrice de La Tour du Pin, Jean Guitton, Yves Congar, préface de Paul Guichonnet, doyen honoraire de l'Université de Genève, Paris, Éditions Don Bosco, 2002, pp. 280;
- Un ami savoyard du cardinal Bessarion : Guillame Fichet, ancien recteur de l'Université de Paris, préface de Louis Terreaux, Doyen honoraire de l'Université de Savoie, Fasano-Paris, Schena-Presses de l'Université de Paris-Sorbonne, 2004, pp. 142;
- Nouvelles lumières sur l'auteur des "Essais", préface de Louis Terreaux, Doyen honoraire de l'Université de Savoie, Schena editore, Fasano (BR), 2007, pp. 256;
- Dernières trouvailles de manuscrits de Saint Francois de Sales, préface de Paul Guichonnet, doyen honoraire de l'Université de Genève, Fasano-Paris, Schena-Baudry, 2008, pp. 90.